# Seszat
Seszat (egip. Sš3t) – w mitologii egipskiej bogini pisma i rachunków, opiekunka budownictwa i budowniczych.
Zajmowała się zapisywaniem roczników królewskich oraz asystowaniem przy wyznaczaniu miejsca i projektowaniu obiektów sakralnych.
Przedstawiana była jako kobieta w skórze pantery ze skomplikowanym symbolem na głowie: siedmiopromiennej gwiazdy zawieszonej na półokrągłej ramie zwieńczonej dwoma piórami (jego znaczenie nie jest znane).
Kult jej wywodził się z Sais w  delcie Nilu. Występuje już w przedstawieniach z okresu tynickiego (I i II dynastia), a jej imię wyraźnie związane jest z istniejącym już wtedy rytuałem fundacyjnym świątyń. W płaskorzeźbach z tego okresu (np. ze świątyni w Amada w Nubii) towarzyszy władcy, wspólnie napinając linę przy zaznaczeniu zarysów nowej świątyni, co było elementem takiego rytuału (w rzeczywistości zastępował ją w tym kapłan jej kultu). Była blisko związana z Thotem, uważana za jego siostrę lub córkę i często wraz z nim występuje na świątynnych reliefach (np. w Ramesseum – jako zapisująca lata panowania Ramzesa II na liściach świętego drzewa „iszed”).
Czczono ją szczególnie w Hermopolis, ośrodku kultu Thota, i w Heliopolis, gdzie identyfikowano ją z Neftydą, również pochodzącą z Sais.